# Kvadrátní notace

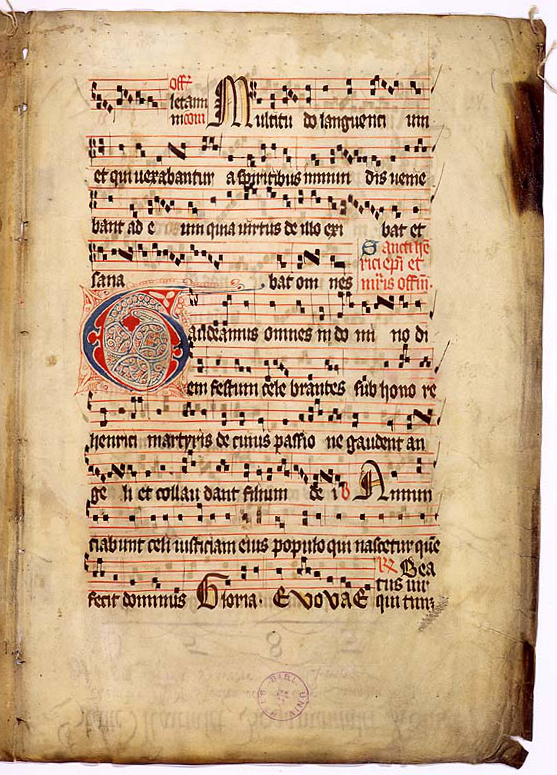
Stránka z turkuského Graduale Aboense, 14.-15. století, Finsko, uložena v knihovně Helsinské univerzity

Kvadrátní notace (podle místa původu někdy zvaná též vatikánská notace, či románská kvadráta), představuje poslední vývojový stupeň zápisu gregoriánského zpěvu v dějinách notopisu diastematických (s konkrétní výškou) neum před zavedením modální notace, dodatečně zachycující délku tónů.

## Popis
Název „kvadrátní“ vychází z hranatého tvaru jednotlivých znaků. Touto notací se zapisovaly především duchovní hymny gregoriánského chorálu. Rytmické rozlišení u původní kvadrátní notace často není vyjádřeno nebo pouze není zjevné.
S počátkem restaurace gregoriánského chorálu v polovině 18. století přibyly do kvadrátní notace znaménka pro protažení a prodloužení tónových hodnot, která umožňují lepší rytmické rozlišení.